# Jean Broc

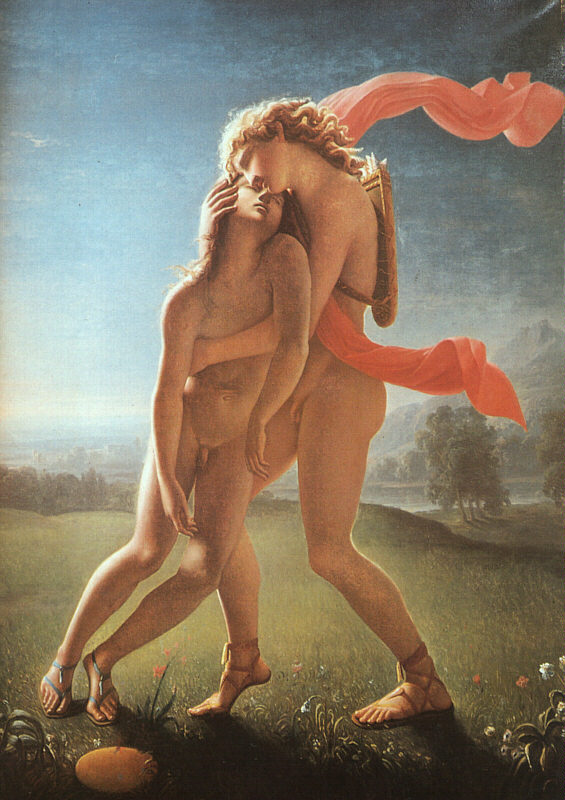
Moartea lui Hyacinthos

Jean Broc (n. 1771 – d. 1850) a fost un pictor neoclasic francez.
1. 1 2 3  Autoritatea BnF, accesat în 10 octombrie 2015
2. 1 2  Jean Broc, Broc, Jean[*]
3. ↑  „Jean Broc”, Gemeinsame Normdatei, accesat în 18 octombrie 2015
4. ↑  Jean Broc, Athenaeum, accesat în 9 octombrie 2017
5. ↑  Jean Broc, Frick Art Research Library Photoarchive
6. ↑  RKDartists, accesat în 20 iunie 2020
7. ↑  RKDartists, accesat în 2 martie 2018